# Кубок Либертадорес
Кубок Либертадо́рес (исп. Copa CONMEBOL Libertadores, «Кубок Освободителей КОНМЕБОЛ») — футбольный турнир, проводимый КОНМЕБОЛ среди лучших клубов стран Южной Америки. С 2017 года к официальному названию турнира было добавлено слово «КОНМЕБОЛ» — «Кубок Либертадорес КОНМЕБОЛ». 
Кубок назван в честь Либертадорес (Libertadores) — исторических лидеров войны за независимость испанских колоний в Америке.

## История
В 1948 году был проведён Клубный чемпионат Южной Америки, в котором участвовали чемпионы (в большинстве своём) семь стран Южной Америки. Победителем стал бразильский «Васко да Гама». Турнир признан КОНМЕБОЛ предшественником Кубка Либертадорес.
«Кубок Либертадорес» — это общепринятое название главного международного клубного турнира Южной Америки, однако в первые пять лет он формально назывался «Кубком чемпионов Южной Америки». С 1997 по 2017 год у турнира были титульные спонсоры, а с 2017 года в официальное наименования турнира была добавлена аббревиатура КОНМЕБОЛ (по аналогии с европейской Лигой чемпионов УЕФА). Ниже представлены все официальные названия Кубка Либертадорес с момента его основания:
- 1960—1964 — исп. Copa de Campeones de América (Кубок чемпионов Южной Америки)
- 1965—1996 — исп. Copa Libertadores (Кубок Либертадорес)
- 1997—2007 — исп. Copa Toyota Libertadores (Кубок Toyota Либертадорес)
- 2008—2011 — исп. Copa Santander Libertadores (Кубок Santander Либертадорес)
- 2012—2016 — исп. Copa Bridgestone Libertadores (Кубок Bridgestone Либертадорес)
- 2017 — исп. Copa CONMEBOL Libertadores Bridgestone (Кубок Bridgestone Либертадорес КОНМЕБОЛ)
- 2018 — н. в. — исп. Copa CONMEBOL Libertadores (Кубок Либертадорес КОНМЕБОЛ)

## Формат
В розыгрышах 1962 — 1987 годов действующий победитель Кубка Либертадорес начинал борьбу с полуфинального раунда, в 1988 — с четвертьфинала, далее до 1999 — со второго раунда (плей-офф), кроме сезона 1992, когда Коло-Коло по финансовым причинам играл с первого раунда, а с 2000 года чемпионы квалифицируются в групповой этап.
Для разных стран выделены определённые квоты на количество участвующих клубов. Так, Бразилия и Аргентина имеют (с 2017 года) семь и шесть представителей в турнире соответственно, остальные страны — по четыре. Победитель турнира получает путёвку в следующий розыгрыш вне квот. Также с розыгрыша 2011 года путёвку в турнир получает победитель Южноамериканского кубка предыдущего года, однако его участие не ведёт к увеличению квоты его страны, он получает одно из уже выделенных мест. Мексиканские клубы (из конфедерации КОНКАКАФ) стали принимать участие в стыковых матчах в 1998 году, а с 2000 по 2016 год участвовали в турнире на регулярной основе.
Турнир стартует с Первого квалификационного раунда, в котором участвуют шесть команд, затем проводятся ещё два отборочных этапа. Победители квалификационного этапа и 28 команд, напрямую попавших в групповой этап, с помощью жеребьёвки распределяются на восемь групп по четыре команды. Две команды с наилучшими показателями, проигравшие в Третьем квалификационном раунде, отправляются в Южноамериканский кубок. По две лучшие команды в группах выходят в плей-офф; команды, занявшие третьи места в группах, отправляются в Южноамериканский кубок. Финал до 2018 года состоял из двух матчей. С 2019 года финал турнира состоит из одного матча на заранее выбранном стадионе.
Жеребьёвка турнира проводится один раз и определяет пары предварительного раунда и распределение команд по группам. Для распределения команд по парам в плей-офф, прошедшие команды получают рейтинговый номер (с 1-го по 16-й), который определяется по статистическим показателям (очки, разница мячей, количество забитых мячей и количество мячей, забитых в гостях), причём победители групп получают номера с 1-го по 8-й, а команды, занявшие вторые места, — с 9-го по 16-й. В 1/8 финала команда с номером 1 встречается с командой с номером 16, команда 2 — с командой 15 и так далее. Таким образом строится сетка плей-офф вплоть до финала. Если в полуфинал выходят две команды из одной страны, их сводят в одну пару вопреки сетке.

## Финалы

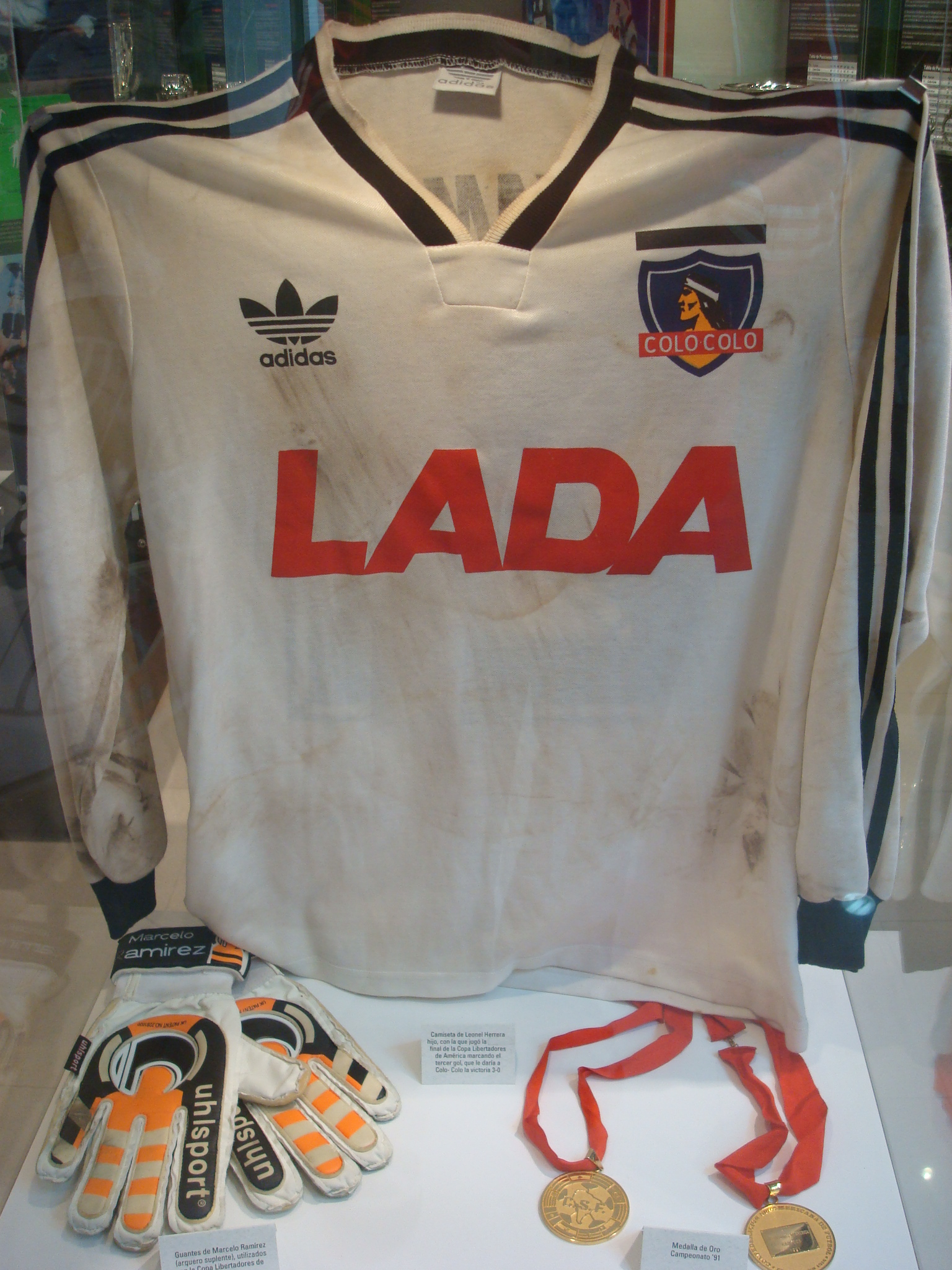
Форма чилийца Леонеля Эрреры, отличившегося в финале Кубка Либертадорес 1991, который принёс первую победу в турнире клубу «Коло-Коло».

| Сезон | Победитель                        | Счёт                            | Финалист                             |
| ----- | --------------------------------- | ------------------------------- | ------------------------------------ |
| 1960  | Пеньяроль (Монтевидео)            | 1:0, 1:1                        | Олимпия (Асунсьон)                   |
| 1961  | Пеньяроль (Монтевидео)            | 1:0, 1:1                        | Палмейрас (Сан-Паулу)                |
| 1962  | Сантос (Сантус)                   | 2:1, 2:3 доп. матч 3:0          | Пеньяроль (Монтевидео)               |
| 1963  | Сантос (Сантус)                   | 3:2, 2:1                        | Бока Хуниорс (Буэнос-Айрес)          |
| 1964  | Индепендьенте (Авельянеда)        | 0:0, 1:0                        | Насьональ (Монтевидео)               |
| 1965  | Индепендьенте (Авельянеда)        | 1:0, 1:3 доп. матч 4:1          | Пеньяроль (Монтевидео)               |
| 1966  | Пеньяроль (Монтевидео)            | 2:0, 2:3 доп. матч 4:2          | Ривер Плейт (Буэнос-Айрес)           |
| 1967  | Расинг (Авельянеда)               | 0:0, 0:0 доп. матч 2:1          | Насьональ (Монтевидео)               |
| 1968  | Эстудиантес (Ла-Плата)            | 2:1, 1:3 доп. матч 2:0          | Палмейрас (Сан-Паулу)                |
| 1969  | Эстудиантес (Ла-Плата)            | 1:0, 2:0                        | Насьональ (Монтевидео)               |
| 1970  | Эстудиантес (Ла-Плата)            | 1:0, 0:0                        | Пеньяроль (Монтевидео)               |
| 1971  | Насьональ (Монтевидео)            | 0:1, 1:0 доп. матч 2:0          | Эстудиантес (Ла-Плата)               |
| 1972  | Индепендьенте (Авельянеда)        | 0:0, 2:1                        | Университарио (Лима)                 |
| 1973  | Индепендьенте (Авельянеда)        | 1:1, 0:0 доп. матч 2:1          | Коло-Коло (Сантьяго)                 |
| 1974  | Индепендьенте (Авельянеда)        | 1:2, 2:0 доп. матч 1:0          | Сан-Паулу (Сан-Паулу)                |
| 1975  | Индепендьенте (Авельянеда)        | 0:1, 3:1 доп. матч 2:0          | Унион Эспаньола (Сантьяго)           |
| 1976  | Крузейро (Белу-Оризонти)          | 4:1, 1:2 доп. матч 3:2          | Ривер Плейт (Буэнос-Айрес)           |
| 1977  | Бока Хуниорс (Буэнос-Айрес)       | 1:0, 0:1 доп. матч 0:0 (п. 5:4) | Крузейро (Белу-Оризонти)             |
| 1978  | Бока Хуниорс (Буэнос-Айрес)       | 0:0, 4:0                        | Депортиво Кали (Кали)                |
| 1979  | Олимпия (Асунсьон)                | 2:0, 0:0                        | Бока Хуниорс (Буэнос-Айрес)          |
| 1980  | Насьональ (Монтевидео)            | 0:0, 1:0                        | Интернасьонал (Порту-Алегри)         |
| 1981  | Фламенго (Рио-де-Жанейро)         | 2:1, 0:1 доп. матч 2:0          | Кобрелоа (Калама)                    |
| 1982  | Пеньяроль (Монтевидео)            | 0:0, 1:0                        | Кобрелоа (Калама)                    |
| 1983  | Гремио (Порту-Алегри)             | 1:1, 2:1                        | Пеньяроль (Монтевидео)               |
| 1984  | Индепендьенте (Авельянеда)        | 1:0, 0:0                        | Гремио (Порту-Алегри)                |
| 1985  | Архентинос Хуниорс (Буэнос-Айрес) | 1:0, 0:1 доп. матч 1:1 (п. 5:4) | Америка (Кали)                       |
| 1986  | Ривер Плейт (Буэнос-Айрес)        | 2:1, 1:0                        | Америка (Кали)                       |
| 1987  | Пеньяроль (Монтевидео)            | 0:2, 2:1 доп. матч 1:0          | Америка (Кали)                       |
| 1988  | Насьональ (Монтевидео)            | 0:1, 3:0                        | Ньюэллс Олд Бойз (Росарио)           |
| 1989  | Атлетико Насьональ (Медельин)     | 0:2, 2:0 (п. 5:4)               | Олимпия (Асунсьон)                   |
| 1990  | Олимпия (Асунсьон)                | 2:0, 1:1                        | Барселона (Гуаякиль)                 |
| 1991  | Коло-Коло (Сантьяго)              | 0:0, 3:0                        | Олимпия (Асунсьон)                   |
| 1992  | Сан-Паулу (Сан-Паулу)             | 0:1, 1:0 (п. 3:2)               | Ньюэллс Олд Бойз (Росарио)           |
| 1993  | Сан-Паулу (Сан-Паулу)             | 5:1, 0:2                        | Универсидад Католика (Сантьяго)      |
| 1994  | Велес Сарсфилд (Буэнос-Айрес)     | 1:0, 0:1 (п. 5:3)               | Сан-Паулу (Сан-Паулу)                |
| 1995  | Гремио (Порту-Алегри)             | 3:1, 1:1                        | Атлетико Насьональ (Медельин)        |
| 1996  | Ривер Плейт (Буэнос-Айрес)        | 0:1, 2:0                        | Америка (Кали)                       |
| 1997  | Крузейро (Белу-Оризонти)          | 0:0, 1:0                        | Спортинг Кристал (Лима)              |
| 1998  | Васко да Гама (Рио-де-Жанейро)    | 2:0, 2:1                        | Барселона (Гуаякиль)                 |
| 1999  | Палмейрас (Сан-Паулу)             | 0:1, 2:1 (п. 4:3)               | Депортиво Кали (Кали)                |
| 2000  | Бока Хуниорс (Буэнос-Айрес)       | 2:2, 0:0 (п. 4:2)               | Палмейрас (Сан-Паулу)                |
| 2001  | Бока Хуниорс (Буэнос-Айрес)       | 1:0, 0:1 (п. 3:1)               | Крус Асуль (Мехико)                  |
| 2002  | Олимпия (Асунсьон)                | 0:1, 2:1 (п. 4:2)               | Сан-Каэтано (Сан-Каэтану-ду-Сул)     |
| 2003  | Бока Хуниорс (Буэнос-Айрес)       | 2:0, 3:1                        | Сантос (Сантус)                      |
| 2004  | Онсе Кальдас (Манисалес)          | 0:0, 1:1 (п. 2:0)               | Бока Хуниорс (Буэнос-Айрес)          |
| 2005  | Сан-Паулу (Сан-Паулу)             | 1:1, 4:0                        | Атлетико Паранаэнсе (Куритиба)       |
| 2006  | Интернасьонал (Порту-Алегри)      | 2:1, 2:2                        | Сан-Паулу (Сан-Паулу)                |
| 2007  | Бока Хуниорс (Буэнос-Айрес)       | 3:0, 2:0                        | Гремио (Порту-Алегри)                |
| 2008  | ЛДУ Кито (Кито)                   | 4:2, 1:3 (п. 3:1)               | Флуминенсе (Рио-де-Жанейро)          |
| 2009  | Эстудиантес (Ла-Плата)            | 0:0, 2:1                        | Крузейро (Белу-Оризонти)             |
| 2010  | Интернасьонал (Порту-Алегри)      | 2:1, 3:2                        | Гвадалахара (Гвадалахара)            |
| 2011  | Сантос (Сантус)                   | 0:0, 2:1                        | Пеньяроль (Монтевидео)               |
| 2012  | Коринтианс (Сан-Паулу)            | 1:1, 2:0                        | Бока Хуниорс (Буэнос-Айрес)          |
| 2013  | Атлетико Минейро (Белу-Оризонти)  | 0:2, 2:0 (п. 4:3)               | Олимпия (Асунсьон)                   |
| 2014  | Сан-Лоренсо (Буэнос-Айрес)        | 1:1, 1:0                        | Насьональ (Асунсьон)                 |
| 2015  | Ривер Плейт (Буэнос-Айрес)        | 0:0, 3:0                        | УАНЛ Тигрес (Монтеррей)              |
| 2016  | Атлетико Насьональ (Медельин)     | 1:1, 1:0                        | Индепендьенте дель Валье (Сангольки) |
| 2017  | Гремио (Порту-Алегри)             | 1:0, 2:1                        | Ланус (Ланус)                        |
| 2018  | Ривер Плейт (Буэнос-Айрес)        | 2:2, 3:1 в доп. время           | Бока Хуниорс (Буэнос-Айрес)          |
| 2019  | Фламенго (Рио-де-Жанейро)         | 2:1                             | Ривер Плейт (Буэнос-Айрес)           |
| 2020  | Палмейрас (Сан-Паулу)             | 1:0                             | Сантос (Сантус)                      |
| 2021  | Палмейрас (Сан-Паулу)             | 2:1 в доп. время                | Фламенго (Рио-де-Жанейро)            |
| 2022  | Фламенго (Рио-де-Жанейро)         | 1:0                             | Атлетико Паранаэнсе (Куритиба)       |
| 2023  | Флуминенсе (Рио-де-Жанейро)       | 2:1 в доп. время                | Бока Хуниорс (Буэнос-Айрес)          |
| 2024  | Ботафого (Рио-де-Жанейро)         | 3:1                             | Атлетико Минейро (Белу-Оризонти)     |

## Победители
| Клуб                                   | П | Ф  | Годы                                                                   |
| -------------------------------------- | - | -- | ---------------------------------------------------------------------- |
| «Индепендьенте» (Авельянеда)           | 7 | 7  | 1964, 1965, 1972, 1973, 1974, 1975, 1984                               |
| «Бока Хуниорс» (Буэнос-Айрес)          | 6 | 12 | 1963, 1977, 1978, 1979, 2000, 2001, 2003, 2004, 2007, 2012, 2018, 2023 |
| «Пеньяроль» (Монтевидео)               | 5 | 10 | 1960, 1961, 1962, 1965, 1966, 1970, 1982, 1983, 1987, 2011             |
| «Ривер Плейт» (Буэнос-Айрес)           | 4 | 7  | 1966, 1976, 1986, 1996, 2015, 2018, 2019                               |
| «Эстудиантес» (Ла-Плата)               | 4 | 5  | 1968, 1969, 1970, 1971, 2009                                           |
| «Олимпия» (Асунсьон)                   | 3 | 7  | 1960, 1979, 1989, 1990, 1991, 2002, 2013                               |
| «Насьональ» (Монтевидео)               | 3 | 6  | 1964, 1967, 1969, 1971, 1980, 1988                                     |
| «Сан-Паулу» (Сан-Паулу)                | 3 | 6  | 1974, 1992, 1993, 1994, 2005, 2006                                     |
| «Палмейрас» (Сан-Паулу)                | 3 | 6  | 1961, 1968, 1999, 2000, 2020, 2021                                     |
| «Гремио» (Порту-Алегри)                | 3 | 5  | 1983, 1984, 1995, 2007, 2017                                           |
| «Сантос» (Сантус)                      | 3 | 5  | 1962, 1963, 2003, 2011, 2020                                           |
| «Фламенго» (Рио-де-Жанейро)            | 3 | 4  | 1981, 2019, 2021, 2022                                                 |
| «Крузейро» (Белу-Оризонти)             | 2 | 4  | 1976, 1977, 1997, 2009                                                 |
| «Интернасьонал» (Порту-Алегри)         | 2 | 3  | 1980, 2006, 2010                                                       |
| «Атлетико Насьональ» (Медельин)        | 2 | 3  | 1989, 1995, 2016                                                       |
| «Коло-Коло» (Сантьяго)                 | 1 | 2  | 1973, 1991                                                             |
| «Флуминенсе» (Рио-де-Жанейро)          | 1 | 2  | 2008, 2023                                                             |
| «Атлетико Минейро» (Белу-Оризонти)     | 1 | 2  | 2013, 2024                                                             |
| «Расинг» (Авельянеда)                  | 1 | 1  | 1967                                                                   |
| «Архентинос Хуниорс» (Буэнос-Айрес)    | 1 | 1  | 1985                                                                   |
| «Велес Сарсфилд» (Буэнос-Айрес)        | 1 | 1  | 1994                                                                   |
| «Васко да Гама» (Рио-де-Жанейро)       | 1 | 1  | 1998                                                                   |
| «Онсе Кальдас» (Манисалес)             | 1 | 1  | 2004                                                                   |
| ЛДУ Кито (Кито)                        | 1 | 1  | 2008                                                                   |
| «Коринтианс» (Сан-Паулу)               | 1 | 1  | 2012                                                                   |
| «Сан-Лоренсо» (Буэнос-Айрес)           | 1 | 1  | 2014                                                                   |
| «Ботафого» (Рио-де-Жанейро)            | 1 | 1  | 2024                                                                   |
| «Америка» (Кали)                       |   | 4  | 1985, 1986, 1987, 1996                                                 |
| «Кобрелоа» (Калама)                    |   | 2  | 1981, 1982                                                             |
| «Ньюэллс Олд Бойз» (Росарио)           |   | 2  | 1988, 1992                                                             |
| «Барселона» (Гуаякиль)                 |   | 2  | 1990, 1998                                                             |
| «Депортиво Кали» (Кали)                |   | 2  | 1978, 1999                                                             |
| «Атлетико Паранаэнсе» (Куритиба)       |   | 2  | 2005, 2022                                                             |
| «Университарио» (Лима)                 |   | 1  | 1972                                                                   |
| «Унион Эспаньола» (Сантьяго)           |   | 1  | 1975                                                                   |
| «Универсидад Католика» (Сантьяго)      |   | 1  | 1993                                                                   |
| «Спортинг Кристал» (Лима)              |   | 1  | 1997                                                                   |
| «Крус Асуль» (Мехико)                  |   | 1  | 2001                                                                   |
| «Сан-Каэтано» (Сан-Каэтану-ду-Сул)     |   | 1  | 2002                                                                   |
| «Гвадалахара» (Гвадалахара)            |   | 1  | 2010                                                                   |
| «Насьональ» (Асунсьон)                 |   | 1  | 2014                                                                   |
| «УАНЛ Тигрес» (Монтеррей)              |   | 1  | 2015                                                                   |
| «Индепендьенте дель Валье» (Сангольки) |   | 1  | 2016                                                                   |
| «Ланус» (Ланус)                        |   | 1  | 2017                                                                   |

### По странам
| Страна    | Побед | Поражений | Победители | Команды, проигравшие в финале |
| --------- | ----- | --------- | --- | --- |
| Аргентина | 25    | 13        | «Индепендьенте» (7), «Бока Хуниорс» (6), «Ривер Плейт» (4), «Эстудиантес» (4), «Расинг» (1), «Велес Сарсфилд» (1), «Архентинос Хуниорс» (1), «Сан-Лоренсо» (1)                                                     | «Бока Хуниорс» (6), «Ривер Плейт» (3), «Ньюэллс Олд Бойз» (2), «Эстудиантес» (1), «Ланус» (1)                                                                                         |
| Бразилия  | 24    | 19        | «Сан-Паулу» (3), «Палмейрас» (3), «Гремио» (3), «Сантос» (3), «Фламенго» (3), «Крузейро» (2), «Интернасьонал» (2), «Васко да Гама» (1), «Коринтианс» (1), «Атлетико Минейро» (1), «Флуминенсе» (1), «Ботафого» (1) | «Сан-Паулу» (3), «Палмейрас» (3), «Гремио» (2), «Крузейро» (2), «Сантос» (2), «Атлетико Паранаэнсе» (2), «Интернасьонал», «Фламенго», «Флуминенсе», «Сан-Каэтано», «Атлетико Минейро» |
| Уругвай   | 8     | 8         | «Пеньяроль» (5), «Насьональ» (3) | «Пеньяроль» (5), «Насьональ» (3) |
| Колумбия  | 3     | 7         | «Атлетико Насьональ» (2), «Онсе Кальдас» (1) | «Америка Кали» (4), «Депортиво Кали» (2), «Атлетико Насьональ» |
| Парагвай  | 3     | 5         | «Олимпия» (3) | «Олимпия» (4), «Насьональ» |
| Чили      | 1     | 5         | «Коло-Коло» (1) | «Кобрелоа» (2), «Коло-Коло», «Унион Эспаньола», «Универсидад Католика» |
| Эквадор   | 1     | 3         | ЛДУ Кито (1) | «Барселона» Гуаякиль (2), «Индепендьенте дель Валье» (1) |
| Мексика   |       | 3         | | «Крус Асуль», «Гвадалахара», «УАНЛ Тигрес» |
| Перу      |       | 2         | | «Университарио», «Спортинг Кристал» |

Колумбийская «Америка» в 1987 году уступила в третьем подряд финале Кубка Либертадорес уругвайскому «Пеньяролю», хотя общий счёт двух первых игр — 3:2 (2:0, 1:2) в пользу «Америки», но по существовавшему тогда правилу в случае обмена победами назначался дополнительный матч на нейтральном поле, в котором «Америка» пропустила мяч на последней минуте дополнительного времени и проиграла 0:1. В следующем сезоне это правило уже не действовало. «Америка» четыре раза играла в финалах Кубка Либертадорес, но так и не добилась победы.

## Клубы по числу участий
Ниже указаны первые 10 на сезон 2024 года включительно.
| №  | Клуб             | Количество розыгрышей |
| -- | ---------------- | --------------------- |
| 1  | Насьональ        | 52                    |
| 2  | Пеньяроль        | 50                    |
| 3  | Серро Портеньо   | 46                    |
| 4  | Олимпия          | 45                    |
| 5  | Ривер Плейт      | 41                    |
| 6  | Спортинг Кристал | 40                    |
| 7  | Боливар          | 39                    |
| 8  | Коло-Коло        | 38                    |
| 9  | Университарио    | 35                    |
| 10 | Бока Хуниорс     | 32                    |